# Duka Tivadar

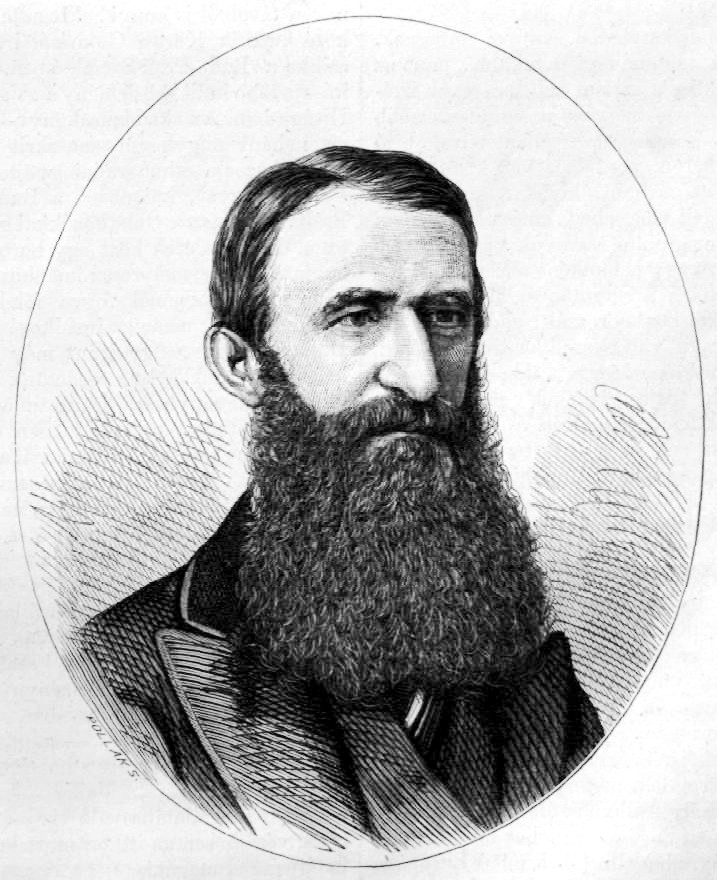
Portréja a Vasárnapi Ujságban

Dukafalvi és kucsini Duka Tivadar (Dukafalva, 1825. június 22. – Bournemouth, Anglia, 1908. május 5.) orvos, honvédszázados, a brit hadsereg őrnagya, a Magyar Tudományos Akadémia levelező, majd tiszteleti tagja.

## Életpályája
Tanulmányait a sárospataki és az eperjesi kollégiumban végezte, majd a pesti egyetemen jogot hallgatott. 1846-ban Pesten ügyvédi vizsgát tett. Batthyány Lajos kormányának megalakulása után fogalmazóként a pénzügyminisztérium alkalmazásában állt. Jellasics szeptemberi támadásakor jelentkezett a nemzetőrségbe. 1848 novemberétől hadnagyként, 1849 januárjától főhadnagyként, majd júniustól századosként Görgei Artúr tábornok titkára és parancsőrtisztje volt. A világosi fegyverletétel után orosz fogságból megszökött és emigrált. Drezdában, Párizsban, majd Londonban élt. A londoni egyetemen végzett tanulmányok után 1853-ban orvosi oklevelet szerzett. Ő az első ismert magyar származású orvos, aki diplomáját a londoni egyetemen kapta meg.
1854-től a bengáliai angol hadsereg katonaorvosa lett. Először Kalkuttába vezényelték, ahol a hindusztáni nyelveket tanulmányozta, majd a Gangesz menti Monghir területének főorvosaként kezdte behatóan tanulmányozni Indiát. Korábban, még Londonban megismerkedett barátja nővérével, Miss Taylorral, akinek apja Oxfordban a teológiai tudományok doktora volt, magas egyházi méltósággal. Kalkuttában házasodtak össze, fiaik születtek, 52 évig éltek együtt feleségével. Munkáján és magyar nyelvű, az országról szóló ismeretterjesztő írásain kívül, melyek magyarországi lapokban is megjelentek, elsősorban a Vasárnapi Ujságban és a Budapesti Szemlében ő gondozta Kőrösi Csoma Sándor hagyatékát is. 
Megismerkedett Rádzsa Rádzsendralál Mitrával, aki Kőrösi Csoma Sándor tisztségbeli utóda volt a Bengáli Ázsia Társaságban. Mitra hatására érdeklődni kezdett Csoma munkássága iránt és megkezdte a híres magyar utazó kéziratainak és hagyatékának egybegyűjtését. Eközben fontos kutatásokat végzett India természeti viszonyairól is, értékes, több ezer Kelet–Indiából származó tárgyból álló anyagot ajándékozott a Magyar Nemzeti Múzeumnak és a kolozsvári Erdélyi Múzeumnak. 1874-ben nyugalomba vonult, Londonban telepedett le és idejét Kőrösi Csoma Sándor munkásságáról összegyűjtött anyag feldolgozásának szentelte. Munkájáról ma is alapműnek számító kötetet jelentetett meg. Tudományos munkássága elismeréseként a Magyar Tudományos Akadémia 1863-ban levelező, 1900-ban pedig tiszteleti tagjává választotta. Tudományos munkásságát Angliában is elismerték, 1884-től az angol királyi Ázsia Társaság tagja, majd a Brit és Külföldi Biblia Társaság választmányi tagja, 1904-től alelnöke lett. Röviddel halála előtt egy dél-angliai kisvárosban, Bournemouth-ban telepedett le.

## Főbb művei
- Két levél a Ganges partjairól Kőrösi Csoma Sándorról (Akadémiai Értesítő, 1858)
- A Gangesparti éghajlati bajokról (Orvosi Hetilap, 1860)
- A poklosságról, Az orvosi tudomány állása Keletindiában, Levél a Gangesparti éghajtali bajokról, Levél Monghyrból Keletindiában (Orvosi Hetilap, 1861)
- Adalék Kőrösi Csoma Sándor életiratához (Budapesti Szemle, 1864)
- Megjegyzések, a cholera támadása és gyógykezelése körűl (Orvosi Hetilap, 1866)
- Alsó-Bengal physikai és éghajlati tekintetben (Budapesti Szemle, 1867)
- Néhány megjegyzések a Keletindiában, különösen a Himalayák tájain előforduló lázak jelenségeiről (Orvosi Hetilap, 1881)
- Emlékbeszéd William Stephen Atkinson külső tag felett (Budapest, 1881)
- Life and Works of Alexander Csoma de Kőrös (London, 1885)
  - Ugyanez magyarul:  Kőrösi Csoma Sándor dolgozatai (Budapest, 1885)
- Kőrösi Csoma Sándor útja Közép-Ázsiában (Vasárnapi Ujság, 1885)[halott link]
- Első benyomások Kelet-indiában. A hindu társadalom alaptörvényei (Vasárnapi Ujság, 1888)
- Schiller Szinesi Salamon Márk, magyar tudós Londonban (Vasárnapi Ujság, 1890)
- Néhány szó az idegen neveknek magyar helyesirásához (Vasárnapi Ujság, 1889)
- A Magyar Tudományos Akadémia három keletindiai tagja, Buddhista emlékek Akadémiánkban (Vasárnapi Ujság, 1891)
- Kossuth és Görgey (Hertford, 1898)
- Kőrösi Csoma Sándor (Budapesti Szemle, 1898)
- Levelek a boer–angol háborúról (Budapest, 1901)